# Friedrich Körner (Mechaniker)
Johann Christian Friedrich Körner (* 2. August 1778 in Weimar; † 2. Februar 1847 in Jena) war ein deutscher Mechaniker, Hersteller von optischem Glas und optischen Instrumenten. Aus Weimar stammend wurde er in Freiburg zum Handwerker ausgebildet und studierte in Jena Mathematik. Er wurde 1816 Universitätsmechaniker in Jena. Er war „Großherzlicher Hofmechanikus“ und hielt als Privatdozent Vorlesungen über die Herstellung und Handhabung von Instrumenten. Sein bekanntester Lehrling war Carl Zeiß und ein weiterer war Oscar Richter.
Der Jenenser Astronom Karl Dietrich von Münchow wollte für die Sternwarte ein Fernrohr nach Berechnungen erstellen. Jedoch war das erhältliche Flintglas von zu schlechter Qualität. Flintglas wird in der Kombination mit Kronglas benötigt, um achromatische Objektive und Okulare herstellen zu können. Daher wurde mit Unterstützung des Großherzogs Carl August 1817 eine kleine Glashütte gegründet, die auch von Johann Wolfgang von Goethe befürwortet wurde. Diese hatte zunächst wenig Erfolg. 1822 wurde Goethe von Georg Friedrich von Reichenbach besucht, neben Joseph von Utzschneider einer der Geschäftsführer des Münchner Optischen Instituts, in dem geeignetes Glas hergestellt wurde, und in dem auch Joseph von Fraunhofer arbeitete. Bei diesem Besuch ist es Goethe gelungen, Reichenbach einige Produktionsgeheimnisse zu entlocken, die Körner weiterhalfen. 1827 schrieb Körner: „Mit der Güte und Wirkung meines fabricirten Flintglases bin ich sehr zufrieden. Die durch zwei Schmelzungen gewonnene Masse beträgt 7 Zentner. … Ich habe mit meinem Flintglase achromatische Objective construirt, die die Vergleichung mit sehr guten englischen zu ihren Vortheil ausgehalten haben.“
Weitere Schmelzversuche wurden auch für Kronglas durchgeführt, um sich von anderen Lieferanten optischer Gläser unabhängig zu machen. Auch der neue Großherzog Carl Friedrich unterstützte die Versuche finanziell. Goethe gelang es immer wieder, die Großherzogin Maria Pawlowna von Finanzspritzen zu überzeugen. Der Chemiker Johann Wolfgang Döbereiner wollte mit fachlichem Rat helfen, der sich jedoch als kaum nutzbar erwies.

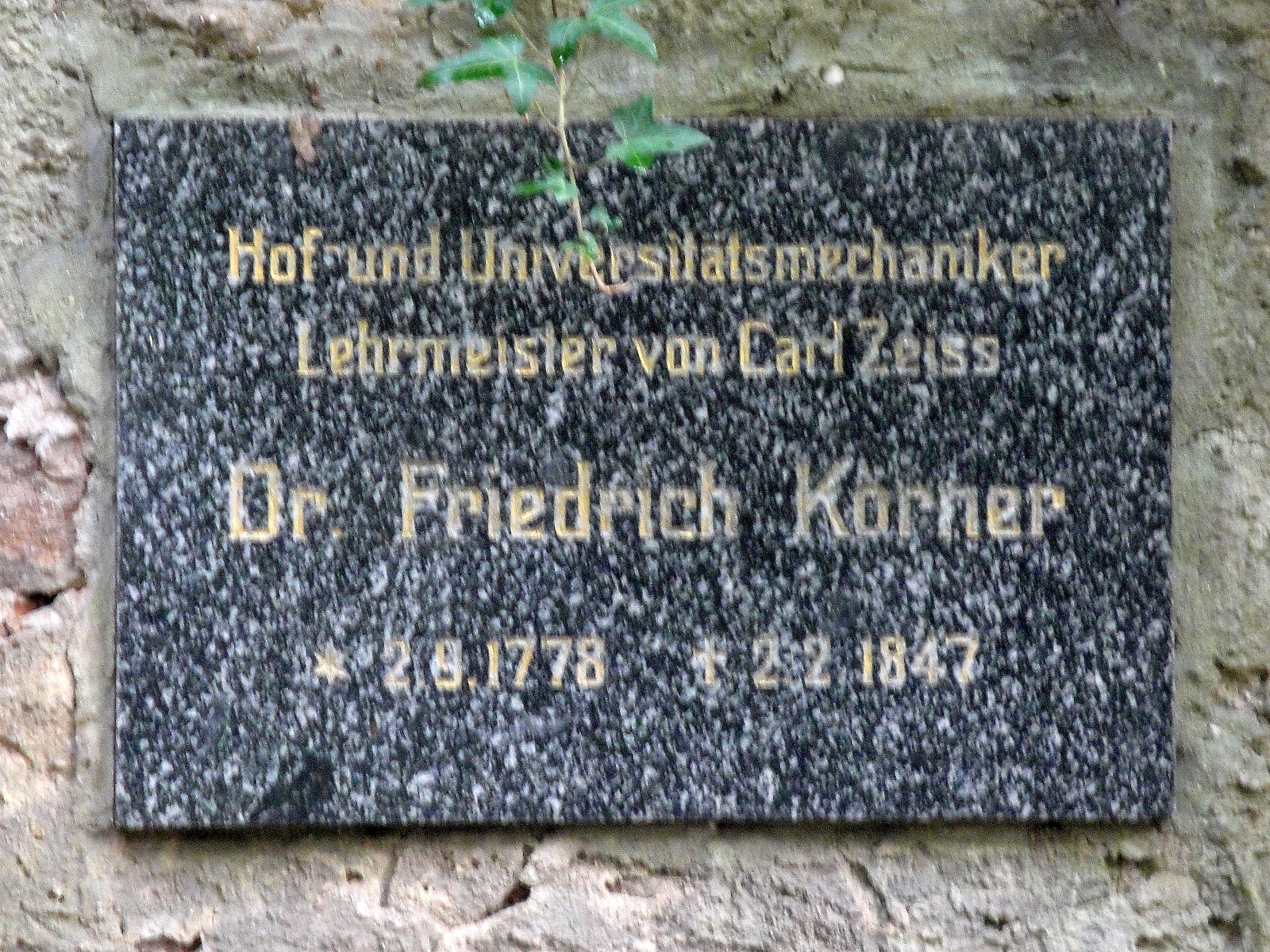
Grabstein Körners auf dem Jenaer Johannisfriedhof

Kron- und Flintglas wurde schließlich ausreichend hergestellt, so dass es auch verkauft werden konnte. So bat 1847 Carl Kellner, der in Wetzlar optische Geräte baute, seinen Freund Moritz Hensoldt, auf dem Weg von Hamburg ins heimatliche Sonneberg (Südthüringen) bei Körner Gläser einzukaufen.
Körner produzierte neben einigen anderen optischen Geräten auch sogenannte einfache Mikroskope, also solche die nur aus einer Linse oder Doppellinse bestehen und ähnlich wie eine Lupe funktionieren. Diese Mikroskope wurden von Matthias Jacob Schleiden 1845 genauer beschrieben und gelobt, besonders als Präpariermikroskope. Er beschreibt, dass mit verschiedenen Doppellinsen Vergrößerungen von 15- bis 120-fach erzielt werden konnten. Hugo von Mohl dagegen fand die stärkeren Doppellinsen 1846 nur „sehr mittelmäßig“.
Mit dem Tod Körners wurde der Betrieb der Glashütte eingestellt.